# WMP6
 (mars 2021).
WMP6 (abréviation de Wilamaya Patjxa 6) est le nom du squelette fossile d'une jeune femme morte il y a environ 9 000 ans et enterrée à Wilamaya Patjxa, au Pérou. Le nom WMP6 est également utilisé pour désigner sa sépulture.

## Description
Il s'agit d'un squelette humain moderne, daté vers 7000 av. J.-C.
WMP6 était âgée de 17 à 19 ans à sa mort. Elle est inhumée avec des armes de jet et des outils de découpe d'animaux, ce qui indique qu'elle était chasseuse.

## Analyse
Alors que, chez les peuples de chasseurs-cueilleurs récents, l'activité de chasse est souvent réservée aux hommes, une étude menée sur l'ensemble des Amériques suggère qu'à la Préhistoire les femmes étaient autant chasseuses que les hommes sur ce continent.